# Мухажев
Мухажев (пол. Mucharzew) — село в Польщі, у гміні Осек Сташовського повіту Свентокшиського воєводства.
Населення — 262 особи (2011).
У 1975-1998 роках село належало до Тарнобжезького воєводства.

## Демографія
Демографічна структура на день 31 березня 2011 року:
|          | Загалом | Допрацездатний вік | Працездатний вік | Постпрацездатний вік |
| -------- | ------- | ------------------ | ---------------- | -------------------- |
| Чоловіки | 133     | 31                 | 78               | 24                   |
| Жінки    | 129     | 39                 | 63               | 27                   |
| Разом    | 262     | 70                 | 141              | 51                   |